# Celje városi község
Celje városi község Szlovénia 212 (2012) alapfokú közigazgatási egységének, azaz községének, illetve ezen belül a 11 városi községnek egyike, központja Celje városa.

## Földrajzi helyzete
Északon Vojnik községgel, keleten Šentjur községgel, délkeleten Štore községgel, délen Laško községgel, nyugaton pedig Žalec községgel határos.

## Települései
| - Brezova - Bukovžlak - Celje - Dobrova - Glinsko - Gorica pri Šmartnem - Jezerce pri Šmartnem - Košnica pri Celju - Lahovna - Leskovec - Lipovec pri Škofji vasi - Ljubečna - Loče | - Lokrovec - Lopata - Medlog - Osenca - Otemna - Pečovnik - Pepelno - Prekorje - Rožni Vrh - Runtole - Rupe - Slance - Slatina v Rožni dolini | - Šentjungert - Škofja vas - Šmarjeta pri Celju - Šmartno v Rožni dolini - Šmiklavž pri Škofji vasi - Teharje - Tremerje - Trnovlje pri Celju - Vrhe - Začret - Zadobrova - Zvodno - Žepina |

## Lakossága
A 2001-es népszámlálás adatai szerint a község lakosai 84,7%-ának volt szlovén az anyanyelve, 3,5%-uknak horvát, 3,1%-uknak szerb, 2,1%-uknak szerbhorvát, 1,5%-uknak bosnyák. A lakosság 52,9%-a vallotta magát római katolikusnak.
| Lakosok száma | 48 569 | 48 993 | 48 556 | 48 682 | 48 773 | 48 901 | 49 221 | 49 376 | 49 602 | 49 069 |
|               | 2008   | 2009   | 2011   | 2012   | 2013   | 2015   | 2016   | 2017   | 2019   | 2020   |

## Fordítás
- Ez a szócikk részben vagy egészben  a   Mestna občina Celje című szlovén Wikipédia-szócikk ezen változatának fordításán alapul.  Az eredeti cikk szerkesztőit annak laptörténete sorolja fel. Ez a jelzés csupán a megfogalmazás eredetét és a szerzői jogokat jelzi, nem szolgál a cikkben szereplő információk forrásmegjelöléseként.